# Фрідріх Вільгельм Цешинський
Фрідріх Вільгельм Цешинський (пол. Fryderyk Wilhelm cieszyński, чеськ. Fridrich Vilém Těšínský; 1601—1625) — останній князь Цешинський (1617—1625), останній представник чоловічої Цешинської лінії Сілезьких П'ястів.

## Біографія
Третій (молодший) син князя Адама-Вацлава Цешинського (1574—1617) та Єлизавети Курляндської (пом. 1601). Його мати померла через десять днів після народження сина через ускладнення під час родів. Фрідріх Вільгельм перебував під опікою тата, який передав його на виховання сілезькому гуманісту Бальтазару Екснеру. У 1611 році Адам Вацлав Цешинський прийняв католицизм і відправив свого сина на навчання в єзуїтський колегіум в Мюнхені.
13 липня 1617 року після смерті свого батька 15-річний Фрідріх Вільгельм став новим князем Цешинським. Сам Фрідріх Вільгельм Цешинський в цей час перебував у Мюнхені. У 1617—1624 роках цешинським князівством управляла регентська рада, до якої входили єпископ Вроцлавський ерцгерцог Карл Австрійський, князь крновський та опавський Карл фон Ліхтенштейн і староста опольсько-ратиборського князівства Георг фон Опперсдорф. Однак реальною владою в Цешині володіла Ельжбета Лукреція, старша сестра Фрідріха Вільгельма.
Цешинське князівство кілька разів було розорене арміями під час Тридцятилітньої війни. 1620 року міста Скочув і Струмень були розграбовані загонами лісовчиків, які вважали протестантських жителів міст своїми ворогами. 1621 року Цешин сильно розграбований імператорськими військами під командуванням полковника Карла Спінеллі. Нарешті, в 1622 році Цешин став місцем боїв між військами протестантів курфюрста Йоганн Георга Бранденбурзького і католиків під проводом Карла Ганнібала фон Дона.
У релігійній сфері Фрідріх Вільгельм Цешинський був толерантним і уникав обмежень щодо католиків та протестантів.
У 1624 році Фрідріх Вільгельм Цешинський став правити самостійно. На початку 1625 року за розпорядженням німецького імператора князь поїхав в Нідерланди, де він повинен був зайняти пост командувача військового округу. Під час цієї поїздки князь раптово захворів і 19 серпня 1625 року помер в Кельні. Похований в домініканському костелі в Цешині.
Після смерті князя Фрідріха Вільгельма владу в Цешинському князівстві спробували взяти Габсбурги. Однак опір Ельжбети Лукреції призвів до того, що німецький імператор Фердинанд II дав згоду на передачу їй довічної влади в князівстві, але без права передачі своїм нащадкам.
Князь Фрідріх Вільгельм Цешинський не був одружений і не мав законного потомства. Його позашлюбна дочка Марія Магдалена (бл. 1624–1661), у 1640 році отримала від імператора Фердинанда III титул баронеси Гогенштейн.